# القنب الهندي في بوتان
القنب الهندي في بوتان غير قانوني, لكنه ينمو بكثرة في البلاد وله استخدامات تقليدية متعددة, مثل إطعام الخنازير وإنتاج المنسوجات.

## التعميم
يبدو أن الوعي بالقنب كمخدر محدود في بوتان, حيث تتبعت بعض السلطات وصوله إلى إضفاء الشرعية على التلفزيون في عام 1999 ؛ قبل تلك النقطة, كان القنب يُعتقد في الغالب أنه علف لتسمين الخنازير .   لاحظت الهيئة الدولية لمراقبة المخدرات في عام 2002 أن بوتان ليس لديها تاريخ من تعاطي الحشيش, لكن الحكومة أثارت مؤخرًا مخاوف بشأن تعاطي المخدرات, لا سيما من قبل الشباب, واهتمت بالقضاء على الحشيش البري وتقديم المشورة لمتعاطي المخدرات. 

## الإجباري
حدث أول اعتقال لبوتان بتهمة تعاطي المخدرات في عام 1989 في غيليفو, حيث تم القبض على رجل بتهمة تعاطي القنب.
في عام 2010, استولت الحكومة البوتانية على 4 كيلوغرام من الحشيش في عام 2011 ارتفع هذا إلى 75 كلغ.

## المنسوجات
على الرغم من أن نبات القراص البري هو المصدر الأكثر شيوعًا للمنسوجات التقليدية, فقد تم أيضًا استخدام القنب الهندي لأليافه, ويسمى kenam في لغة دزونكا.